# Kryptotenia
Kryptotenia (Cryptotaenia DC) – rodzaj roślin z rodziny selerowatych (Apiaceae). Należy do niego 6 gatunków. Zasięg rodzaju jest rozległy, ale nieciągły. Najwięcej – trzy gatunki – rosną w równikowej Afryce na obszarach górskich, pojedyncze gatunki występują we wschodniej Azji, w rejonie Kaukazu oraz we wschodniej Ameryce Północnej.
Kryptotenia kanadyjska C. canadensis jest rośliną jadalną, jej liście spożywane są w sałatkach, a korzeń spożywany jest po upieczeniu.

## Morfologia
PokrójRośliny zielne, nagie byliny, bulwiaste, z obłą, rozgałęziającą się i często purpurowo nabiegłą łodygą.
LiścieOgonkowe, z błoniastą, rozdętą pochwą liściową. Blaszki trójdzielne, z listkami rombowato jajowatymi z nasadą zbiegającą lub mniej lub bardziej sercowatą, z brzegiem piłkowanym.
KwiatyZebrane w baldachy złożone tworzące czasem złożone, wiechowate kwiatostany szczytowe. W obrębie baldachów kilkukwiatowe baldaszki wyrastają na wiotkich i nierównych promieniach, sztywniejących w czasie owocowania. Kielich z drobnymi, trójkątnymi ząbkami. Płatki korony białe, jajowate, na wierzchołku zagięte. Stylopodium podługowato stożkowate, przechodzące w krótkie, wyprostowane szyjki słupka.
OwoceRozłupnie rozpadające się na dwie podługowate, lekko bocznie spłaszczone rozłupki, z zaostrzonym wierzchołkiem i zaokrągloną dolną częścią, nagie, z 5 tęgimi żebrami.

## Systematyka
Pozycja systematyczna
Rodzaj z plemienia Oenantheae, podrodziny Apioideae, rodziny selerowatych Apiaceae.
Wykaz gatunków
- Cryptotaenia africana (Hook.f.) Drude
- Cryptotaenia calycina C.C.Towns.
- Cryptotaenia canadensis (L.) DC. – kryptotenia kanadyjska[5]
- Cryptotaenia flahaultii (Woronow) Koso-Pol.
- Cryptotaenia japonica Hassk.
- Cryptotaenia polygama C.C.Towns.